# Diocesi di Cibira
La diocesi di Cibira (in latino Dioecesis Cibyratensis) è una sede soppressa del patriarcato di Costantinopoli e una sede titolare della Chiesa cattolica.

## Storia
Cibira, identificabile con Chorzum (Korzun) nell'odierna Turchia, è un'antica sede episcopale della provincia romana della Caria nella diocesi civile di Asia. Faceva parte del patriarcato di Costantinopoli ed era suffraganea dell'arcidiocesi di Stauropoli.
La diocesi è documentata nelle Notitiae Episcopatuum del patriarcato di Costantinopoli fino al XII secolo.
Diversi sono i vescovi noti di questa antica sede episcopale, che presero parte ai concili ecumenici del primo millennio cristiano: Letodoro al primo concilio di Nicea, Leonzio al primo concilio di Costantinopoli, Apelle al concilio di Efeso, Erasimo al secondo concilio di Costantinopoli, Paolo al concilio in Trullo, Gregorio al secondo concilio di Nicea e Stefano al concilio di Costantinopoli dell'869-870, durante il quale ritrattò il sostegno che aveva dato a Fozio contro il patriarca Ignazio I di Costantinopoli. La sigillografia ha restituito i nomi di due vescovi, Basilio e Procopio, vissuti tra IX e X secolo.
Dal XIX secolo Cibira è annoverata tra le sedi vescovili titolari della Chiesa cattolica; la sede è vacante dal 6 luglio 1965. Il suo ultimo titolare è stato Clemens P. Chabukasansha, vescovo ausiliare di Fort Rosebery in Zambia.

## Cronotassi

### Vescovi greci
- Letodoro † (menzionato nel 325)
- Leonzio † (menzionato nel 381)
- Apelle † (menzionato nel 431)
- Erasimo † (menzionato nel 553)
- Paolo † (menzionato nel 692)
- Gregorio † (menzionato nel 787)
- Stefano † (menzionato nell'869)
- Basilio † (seconda metà del IX secolo)
- Procopio † (X secolo)

### Vescovi titolari
- Richard Phelan † (12 maggio 1885 - 7 dicembre 1889 succeduto vescovo di Pittsburgh)
- Thomas Francis Lillis † (14 marzo 1910 - 21 febbraio 1913 succeduto vescovo di Kansas City)
- Sigismund Waitz † (9 maggio 1913 - 17 dicembre 1934 confermato arcivescovo di Salisburgo)
- Albert Maria Fuchs † (13 luglio 1935 - 8 aprile 1944 deceduto)
- Adolf Bolte † (22 febbraio 1945 - 30 giugno 1959 nominato vescovo di Fulda)
- Pier Giorgio Chiappero, O.F.M. † (31 agosto 1959 - 15 luglio 1963 deceduto)
- Clemens P. Chabukasansha † (13 settembre 1963 - 6 luglio 1965 nominato vescovo di Kasama)